# GGオークション杯女流対シニア連勝対抗戦
GGオークション杯女流対シニア連勝対抗戦（GGオークションはいじょりゅうたいシニアれんしょうたいこうせん、지지옥션배여류대시니어연승대항전）は、韓国の囲碁の女流棋士とシニア棋士の対抗形式の勝抜き戦による棋戦。2007年に創設。
- 主催 韓国棋院
- 主管 囲碁TV
- 後援 GGオークション
- 優勝賞金 (1-7期)7千万ウォン、(8-9期)1億ウォン、(10期-)1億2000万ウォン、他に3連勝者200万ウォン・以後1勝毎に100万ウォン

週に2局ずつ月・火曜に放映されることから「盤上の月火ドラマ（반상의 월화드라마）」の呼び名もある。第4回以降は、女流棋士とアマチュア棋士の対抗戦も行われる。

## 方式
- 出場者は、女流棋士とシニア棋士（45歳以上）各12名。内訳は予選通過者各8名、男女ランキングによるシード、スポンサー推薦棋士。
- 持ち時間は、1-9回は各10分、40秒の秒読み3回。10-12回は各15分、40秒の秒読み5回。 13-14回)は各30分、40秒秒の読み5回。15-17回は各20分、1分の秒読み5回。18回は各20分、使い切ると追加時間30秒。
- コミは6目半

## 過去の成績
（左が勝者）

### 勝敗
- 第1回 2007年 女流 12-10 シニア
- 第2回 2008年 シニア 12-9 女流
- 第3回 2009年 シニア12-6 女流
- 第4回 2010年 女流 12-11 シニア
- 第5回 2011年 シニア 12-11 女流
- 第6回 2012年 女流 12-10 シニア
- 第7回 2013年 シニア 12-10 女流
- 第8回 2014年 女流 12-6 シニア
- 第9回 2015年 女流 12-5 シニア
- 第10回 2016年 シニア 12-6 女流
- 第11回 2017年 女流 12-5 シニア
- 第12回 2018年 女流 12-8 シニア
- 第13回 2019年 シニア 12-8 女流
- 第14回 2020年 女流 12-8 シニア
- 第15回 2021年 女流 12-10 シニア
- 第16回 2022年 シニア 12-11 女流
- 第17回 2023年 シニア 12-11 女流
- 第18回 2024年 シニア 12-11 女流

### 第1回（2007年）
女流チーム: 朴志娟、高周延、金秀眞、白知熹、金恩善、李玟眞、尹泳珉、趙惠連、李英信、金恵敏、朴鋕恩、芮廼偉
シニアチーム: 鄭大相、金錫興、金東燁、李洪烈、権甲龍、金日煥、張秀英、金秀壮、呉圭喆、金宗俊、徐奉洙、曺薫鉉
1. 朴志娟 - 鄭大相
2. 朴志娟 - 金錫興
3. 朴志娟 -  金東燁
4. 李洪烈 - 朴志娟
5. 高周延 -  李洪烈
6. 権甲龍 - 高周延
7. 金秀眞 - 権甲龍
8. 金秀眞 - 金日煥
9. 張秀英 - 金秀眞
10. 白知熹 - 張秀英
11. 金秀壮 - 白知熹
12. 金恩善 - 金秀壮
13. 金恩善 - 呉圭喆
14. 金恩善 - 金宗俊
15. 金恩善 - 徐奉洙
16. 曺薫鉉 - 金恩善
17. 曺薫鉉 - 李玟眞
18. 曺薫鉉 - 尹泳珉
19. 曺薫鉉 - 趙惠連
20. 曺薫鉉 - 李英信
21. 曺薫鉉 - 金恵敏
22. 朴鋕恩 - 曺薫鉉

女流チーム勝利（12-10）

### 第2回（2008年）
女流チーム: 金侖映、玄味真、河好貞、李瑟娥、金善美、李玟眞、金恩善、李夏辰、金恵敏、趙惠連、芮廼偉、朴鋕恩
シニアチーム: 車敏洙、朴映燦、権甲龍、韓鐵均、金鍾秀、徐能旭、崔珪昞、趙大賢、徐奉洙、梁宰豪、金日煥、曺薫鉉
1. 車敏洙 - 金侖映
2. 車敏洙 - 玄味真
3. 車敏洙 - 河好貞
4. 車敏洙 - 李瑟娥
5. 車敏洙 - 金善美
6. 李玟眞 - 車敏洙
7. 李玟眞 - 朴映燦
8. 李玟眞 - 権甲龍
9. 李玟眞 - 韓鐵均
10. 金鍾秀 - 李玟眞
11. 金鍾秀 - 金恩善
12. 金鍾秀 - 李夏辰
13. 金鍾秀 - 金恵敏
14. 趙惠連 - 金鍾秀
15. 徐能旭 - 趙惠連
16. 芮廼偉 - 徐能旭
17. 崔珪昞 - 芮廼偉
18. 朴鋕恩 - 崔珪昞
19. 朴鋕恩 - 趙大賢
20. 朴鋕恩 - 徐奉洙
21. 梁宰豪 - 朴鋕恩

シニアチーム勝利（12-9）
（エキジビション: 曺薫鉉 - 趙惠連、朴鋕恩 - 金日煥）

### 第3回（2009年）
女流チーム: 金美里、李夏辰、尹泳珉、李玟眞、朴志娟、河好貞、李多慧、李瑟娥、尹智熙、芮廼偉、朴鋕恩、趙惠連
シニアチーム: 車敏洙、鄭大相、金東燁、安官旭、江鋳久、朴映燦、崔珪昞、徐奉洙、曺薫鉉
1. 車敏洙 - 金美里
2. 李夏辰 - 車敏洙
3. 李夏辰 - 鄭大相
4. 金東燁 - 李夏辰
5. 金東燁 - 尹泳珉
6. 李玟眞 - 金東燁
7. 安官旭 - 李玟眞
8. 安官旭 - 朴志娟
9. 安官旭 - 河好貞
10. 安官旭 - 李多慧
11. 安官旭 - 李瑟娥
12. 安官旭 - 尹智熙
13. 芮廼偉 - 安官旭
14. 芮廼偉 - 江鋳久
15. 朴映燦 - 芮廼偉
16. 朴映燦 - 朴鋕恩
17. 趙惠連 - 朴映燦
18. 崔珪昞 - 趙惠連

シニアチーム勝利（12-6）
（エキジビション: 趙惠連 - イ・ドンフン、徐奉洙 - チョン・ジウ、芮廼偉 - シン・ミンジュン）

### 第4回（2010年）
女流チーム: 金善美、朴志娟、崔精、金秀眞、文度媛、李瑟娥、李多慧、金侖映、金恵敏、芮廼偉、趙惠連、朴鋕恩
シニアチーム: 羅鐘勲、鄭大相、金基憲、張秀英、姜勲、車敏洙、徐奉洙、白成豪、金秀壮、安官旭、崔珪昞、曺薫鉉
1. 金善美 - 羅鐘勲
2. 鄭大相 - 金善美
3. 朴志娟 - 鄭大相
4. 朴志娟 - 金基憲
5. 朴志娟 - 張秀英
6. 朴志娟 - 姜勲
7. 車敏洙 - 朴志娟
8. 車敏洙 - 崔精
9. 金秀眞 - 車敏洙
10. 徐奉洙 - 金秀眞
11. 徐奉洙 - 文度媛
12. 李瑟娥 - 徐奉洙
13. 李瑟娥 - 白成豪
14. 李瑟娥 - 金秀壮
15. 安官旭 - 李瑟娥
16. 安官旭 - 李多慧
17. 安官旭 - 金侖映
18. 安官旭 - 金恵敏
19. 芮廼偉 - 安官旭
20. 芮廼偉 - 崔珪昞
21. 曺薫鉉 - 芮廼偉
22. 曺薫鉉 - 趙惠連
23. 朴鋕恩 - 曺薫鉉

女流チーム勝利（12-11）

### 第5回（2011年）
女流チーム: 崔精、李多慧、金娜賢、吳政娥、朴志娟、文度媛、金美里、李瑟娥、権孝珍、朴鋕恩、芮廼偉、趙惠連
シニアチーム: 徐能旭、金鍾秀、張秀英、車敏洙、金東勉、金東燁、徐奉洙、呉圭喆、安官旭、金秀壮、曺薫鉉、劉昌赫
1. 崔精 - 徐能旭
2. 崔精 - 金鍾秀
3. 崔精 - 張秀英
4. 崔精 - 車敏洙
5. 崔精 - 金東勉
6. 崔精 - 金東燁
7. 崔精 - 徐奉洙
8. 崔精 - 呉圭喆
9. 安官旭 - 崔精
10. 金娜賢 - 安官旭
11. 金娜賢 -金秀壮
12. 曺薫鉉 - 金娜賢
13. 曺薫鉉 - 李多慧
14. 曺薫鉉 - 吳政娥
15. 曺薫鉉 - 朴志娟
16. 曺薫鉉 - 文度媛
17. 曺薫鉉 - 金美里
18. 曺薫鉉 - 李瑟娥
19. 曺薫鉉 - 趙惠連
20. 権孝珍 - 曺薫鉉
21. 劉昌赫 - 権孝珍
22. 劉昌赫 - 芮廼偉
23. 劉昌赫 - 朴鋕恩

シニアチーム勝利（12-11）

### 第6回（2012年）
女流チーム: 李英信、李玟眞、朴志娟、河好貞、文度媛、李瑟娥、朴炤炫、金侖映、金恵敏、趙惠連、崔精、朴鋕恩
シニアチーム: 権甲龍、姜勲、金鐘秀、韓鐵均、車敏洙、徐能旭、黃元俊、趙大賢、白成豪、徐奉洙、劉昌赫、曺薫鉉
1. 権甲龍 - 李英信
2. 李玟眞 - 権甲龍
3. 李玟眞 - 姜勲
4. 李玟眞 - 金鐘秀
5. 李玟眞 - 韓鐵均
6. 李玟眞 - 車敏洙
7. 徐能旭 - 李玟眞
8. 徐能旭 - 朴志娟
9. 徐能旭 - 河好貞
10. 文度媛 - 徐能旭
11. 黄元俊 - 文度媛
12. 黄元俊 - 李瑟娥
13. 黄元俊 - 朴炤炫
14. 金侖映 - 黄元俊
15. 金侖映 - 趙大賢
16. 金侖映 - 白成豪
17. 金侖映 - 徐奉洙
18. 劉昌赫 - 金侖映
19. 劉昌赫 - 金恵敏
20. 趙惠連 - 劉昌赫
21. 曺薫鉉 - 趙惠連
22. 崔精 - 曺薫鉉
女流チーム勝利（12-10）（朴鋕恩は出番無し）

### 第7回（2013年）
1. 玄味眞 - 李寬哲
2. 鄭大相 - 玄味眞
3. 趙惠連 - 鄭大相
4. 趙惠連 - 金東燁
5. 趙惠連 - 徐能旭
6. 趙惠連 - 崔珪昞
7. 趙惠連 - 金鐘秀
8. 徐奉洙 - 趙惠連
9. 徐奉洙 - 金伸英
10. 徐奉洙 - 金娜賢
11. 徐奉洙 - 金惠敏
12. 徐奉洙 - 尹智熙
13. 崔精 - 徐奉洙
14. 崔精 - 梁相国
15. 崔精 - 朴映璨
16. 崔精 - 金日煥
17. 曺薫鉉 - 崔精
18. 曺薫鉉 - 金秀眞
19. 曺薫鉉 - 権孝珍
20. 曺薫鉉 - 朴炤炫
21. 曺薫鉉 - 金惠臨
22. 曺薫鉉 - 朴鋕恩
シニアチーム勝利（12-10）

### 第8回（2014年）
1. 金秀壮 - 姜多情
2. 金惠臨 - 金秀壮
3. 金惠臨 - 金日煥
4. 金惠臨 - 張明翰
5. 安官旭 - 金惠臨
6. 朴泰姬 - 安官旭
7. 朴泰姬 - 金鐘秀
8. 朴泰姬 - 金基憲
9. 朴泰姬 - 崔珪昞
10. 白成豪 - 朴泰姬
11. 白成豪 - 朴志娟
12. 金娜賢 - 白成豪
13. 金娜賢 - 朴相燉
14. 徐奉洙 - 金娜賢
15. 吳政娥 - 徐奉洙
16. 吳政娥 - 曺薫鉉
17. 劉昌赫 - 吳政娥
18. 金惠敏 - 劉昌赫
女流チーム勝利（12-6）

### 第9回（2015年）
1.李洪烈 - 金伸英
2.李瑟娥 - 李洪烈
3.李瑟娥 - 姜勲
4.李瑟娥 - 金鍾秀
5.李瑟娥 - 徐能旭
6.李瑟娥 - 崔珪昞
7.徐奉洙 - 李瑟娥
8.宋慧領 - 徐奉洙
9.宋慧領 - 文明根
10.羅鍾勲 - 宋慧領
11.呉政娥 - 羅鍾勲
12.呉政娥 - 白成豪
13.金榮桓 - 呉政娥
14.呉侑珍 - 金榮桓
15.呉侑珍 - 曺薫鉉
15.劉昌赫 - 呉侑珍
16.劉昌赫 - 金彩瑛
17.朴志娟 - 劉昌赫
女流チーム勝利（12-5）

### 第10回（2016年）
1.徐奉洙 - 趙涓祐
2.徐奉洙 - 朴泰姫
3.徐奉洙 - 金恩善
4.徐奉洙 - 呉政娥
5.徐奉洙 - 宋慧領
6.徐奉洙 - 金惠敏
7.徐奉洙 - 朴鋕恩
8.徐奉洙 - 金娜賢
9.徐奉洙 - 金侖映
10.呉侑珍 - 徐奉洙
11.呉侑珍 - 金秀壮
12.徐能旭 - 呉侑珍
13.徐能旭 - 尹泳珉
14.崔精 - 徐能旭
15.崔精 - 李洪烈
16.崔精 - 羅鍾勲
17.崔精 - 金燦祐
18.李相勲 - 崔精
シニアチーム勝利（12-6）
- 特別イベント・ドリームマッチ 李昌鎬 - 崔精、劉昌赫 - 呉侑珍

### 第11回（2017年）
- 1. 権周利 - 金鐘秀
- 2. 盧永夏 - 権周利
- 3. 金恩善 - 盧永夏
- 4. 金恩善 - 李基燮
- 5. 金恩善 - 白成豪
- 6. 金恩善 - 李基燮
- 7. 徐武祥 - 金恩善
- 8. 金多瑛 - 徐武祥
- 9. 金多瑛 - 李聖宰
- 10. 金多瑛 - 崔珪昞
- 11. 徐能旭 - 金多瑛
- 12. 朴泰姫 - 徐能旭
- 13. 梁宰豪 - 朴泰姫
- 14. 文度媛 - 梁宰豪
- 15. 徐奉洙 - 文度媛
- 16. 趙惠連 - 徐奉洙
- 17. 趙惠連 - 李昌鎬

女流チーム勝利(12-5)
- 特別対局1. 金恵敏 - 白成豪、2. 李昌鎬 - 崔精

### 第12回（2018年）
第12回から、3連勝した棋士は12番手の前に出場させるという方式で行われた。
- 1. 都恩教 - 安官旭
- 2. 都恩教 - 姜晩寓
- 3. 都恩教 - 金宗俊
- 4. 金東勉 - 許瑞玹
- 5. 金東勉 - 張兮領
- 6. 李裕真 - 金東勉
- 7. 李裕真 - 鄭大相
- 8. 崔珪昞 - 李裕真
- 9. 姜多情 - 崔珪昞
- 10. 尹炫晢 - 姜多情
- 11. 宋彗領 - 尹炫晢
- 12. 李聖宰 - 宋彗領
- 13. 李聖宰 - 金伸英
- 14. 李聖宰 - 金恵敏
- 15. 呉侑珍 - 崔明勲
- 16. 呉侑珍 - 白大鉉
- 17. 呉侑珍 - 李昌鎬
- 18. 趙惠連 - 李聖宰
- 19. 徐奉洙 - 趙惠連
- 20. 金彩瑛 - 徐奉洙

女流チーム勝利(12-8)

### 第13回（2019年）
1. 金基憲 - 金旼柾
2. 金基憲 - 金美里
3. 姜多情 - 金基憲
4. 姜多情 - 金東燁
5. 姜勲 - 姜多情
6. 宋慧領 - 姜勲
7. 宋慧領 - 白成豪
8. 白大鉉 - 宋慧領
9. 白大鉉 - 許瑞玹
10. 李映周 - 白大鉉
11. 李映周 - 徐奉洙
12. 韓鐘振 - 李映周
13. 韓鐘振 - 呉政娥
14. 韓鐘振 - 金恵敏
15. 韓鐘振 - 朴鋕恩
16. 韓鐘振 - 金彩瑛
17. 呉侑珍 - 韓鐘振
18. 金明完 - 呉侑珍
19. 崔精 - 金明完
20. 崔明勲 - 崔精
シニアチーム勝利(12-8)（残り:李昌鎬、劉昌赫、安祚永）

### 第14回（2020年）
1. 金秀眞 - 金栄三
2. 金秀壮 - 金秀眞
3. 朴志娟 - 金秀壮
4. 朴志娟 - 白大鉉
5. 朴志娟 - 李相勲
6. 朴志娟 - 安官旭
7. 韓鐘振 - 朴志娟
8. 李映周 - 韓鐘振
9. 金東燁 - 李映周
10. 金美里 - 金東燁
11. 金美里 - 金鐘秀
12. 安祚永 - 金美里
13. 安祚永 - 呉政娥
14. 安祚永 - 曺承亜
15. 安祚永 - 金恵敏
16. 安祚永 - 朴鋕恩
17. 李玟眞 - 安祚永
18. 李玟眞 - 李聖宰
19. 李玟眞 - 劉昌赫
20. 李玟眞 - 李昌鎬
女流チーム勝利(12-8)（残り：崔精、呉侑珍、金彩瑛）

### 第15回（2021年）
1. 金侖映 - 金秀壮
2. 金侖映 - 劉昌赫
3. 金侖映 - 李聖宰
4. 徐武祥 - 金侖映
5. 徐武祥 - 柳珠儇
6. 徐武祥 - 姜多情
7. 趙惠連 - 徐武祥
8. 趙恵連 - 金東勉
9. 韓鐘振 - 趙恵連
10. 韓鐘振 - 李映周
11. 韓鐘振 - 朴鋕恩
12. 韓鐘振 - 許瑞玹
13. 呉侑珍 - 韓鐘振
14. 呉侑珍 - 金承俊
15. 呉侑珍 - 崔珪昞
16. 呉侑珍 - 車敏洙
17. 安祚永 - 呉侑珍
18. 曺承亜 - 安祚永
19. 曺承亜 - 崔明勲
20. 李昌鎬 - 曺承亜
21. 李昌鎬 - 金彩瑛
22. 崔精 - 李昌鎬
女流チーム勝利(12-10)（残り:呉政娥）

### 第16回（2022年）
1. 朴炳奎 - 金恩善
2. 朴炳奎 - 李瑟珠
3. 朴炳奎 - 金孝英
4. 宋慧領 - 朴炳奎
5. 宋慧領 - 姜至省
6. 徐仲輝 - 宋慧領
7. 徐仲輝 - 趙惠連
8. 徐仲輝 - 金多瑛
9. 徐仲輝 - 金侖映
10. 曺承亜 - 徐仲輝
11. 曺承亜 - 李賢旭
12. 曺承亜 - 梁建
13. 劉昌赫 - 曺承亜
14. 金恩持 - 劉昌赫
15. 徐武祥 - 金恩持
16. 金彩瑛 - 徐武祥
17. 金彩瑛 - 韓鐘振
18. 金彩瑛 - 安祚永
19. 金彩瑛 - 崔明勲
20. 金彩瑛 - 李昌鎬
21. 趙漢乗 - 金彩瑛
22. 趙漢乗 - 呉侑珍
23. 趙漢乗 - 崔精
シニアチーム勝利(12-11)

### 第17回（2023年）
1. 李廷宇 - 金先彬
2. 李廷宇 - 姜多情
3. 李廷宇 - 趙惠連
4. 李廷宇 - 呉侑珍
5. 李廷宇 - 李娜炅
6. 李廷宇 - 金美里
7. 金恵敏 - 李廷宇
8. 韓鐘振 - 金恵敏
9. 金彩瑛 - 韓鐘振
10. 金彩瑛 - 劉昌赫
11. 金彩瑛 - 呉圭喆
12. 金彩瑛 - 姜至省
13. 金彩瑛 - 朴炳奎
14. 安祚永 - 金彩瑛
15. 安祚永 - 金京垠
16. 安祚永 - 曺承亜
17. 金恩持 - 安祚永
18. 金恩持 - 金燦佑
19. 白大鉉 - 金恩持
20. 崔精 - 白大鉉
21. 崔精 - 崔明勲
22. 崔精 - 李昌鎬
23. 趙漢乗 - 崔精
シニアチーム勝利(12-11)

### 第18回（2024年）
| 1. 趙惠連 - 李廷宇 2. 趙恵連 - 崔珪昞 3. 岳亮 - 趙惠連 4. 岳亮 - 李奈炫 5. 仲邑菫 - 岳亮 6. 仲邑菫 - 崔原踊 7. 梁建 - 仲邑菫 8. 梁建 - 金珉舒 9. 梁建 - 金相仁 10. 金恵敏 - 梁建 11. 金恵敏 - 朴昇哲 12. 朱亨煜 - 金恵敏 | 13. 朱亨煜 - 曺承亜 14. 朱亨煜 - 許瑞玹 15. 呉侑珍 - 朱亨煜 16. 劉昌赫 - 呉侑珍 17. 金恩持 - 劉昌赫 18. 金恩持 - 李昌鎬 19. 崔明勲 - 金恩持 20. 崔明勲 - 金彩瑛 21. 崔精 - 崔明勲 22. 崔精 - 睦鎮碩 23. 趙漢乗 - 崔精 シニアチーム勝利(12-11) |

## 注
1. 1 2  韓国棋院「지지옥션배, 숙녀팀 여덟 번째 우승 트로피 들어올려」2020.10.29
2. ↑  韓国棋院「최명훈, 최정 꺾고 신사팀에 지지옥션배 우승컵 안겨」2020.2.18
3. ↑  韓国棋院「열다섯 번째 지지옥션배, 숙녀팀 우승 시상식 열려2021.10.18
4. ↑  韓国棋院「조한승 막판 3연승, 신사팀 역전 우승2022.9.6
5. ↑  韓国棋院「조한승, 최정 꺾고 신사팀에 우승컵 안겨」2023.9.13
6. ↑  韓国棋院「3연패 신사팀, 지지옥션배 우승 트로피 받아」2024.9.12